# Точильний Ключ
Точи́льний Ключ (рос. Точильный Ключ) — село у складі Режівського міського округу Свердловської області.
Населення — 1 особа (2010, 1 у 2002).
Національний склад станом на 2002 рік: росіяни — 100 %.